# RNF139
RNF139‏ (Ring finger protein 139) هوَ بروتين يُشَفر بواسطة جين RNF139 في الإنسان.